# Pleurotus sapidus
Pleurotus sapidus är en svampart som först beskrevs av Schulzer, och fick sitt nu gällande namn av Pier Andrea Saccardo 1887. Pleurotus sapidus ingår i släktet Pleurotus och familjen musslingar.   Inga underarter finns listade i Catalogue of Life.